# Șerban Huber
Șerban Huber (n. 11 mai 1951, București, România) este un fost jucător român de polo pe apă. El a concurat la Jocurile Olimpice de vară din 1972.